# 恋のエチュード
『恋のエチュード』（こいのエチュード、原題: Les Deux anglaises et le continent）は、フランソワ・トリュフォーの監督による、1971年のフランス長編映画である。原作はアンリ＝ピエール・ロシェの小説『二人の英国女性と大陸』。エチュード（仏: étude）とは練習曲（音楽）、即興劇（演劇）のこと。

## ストーリー
19世紀末から20世紀初頭のあたりのフランス・パリ。青年クロードは母親と妹二人、父の残したアパートの家賃などで生活をしていた。妹達とブランコ遊びで落ちて骨折してしまうような頼りなさがある。そこへ母の旧友ブラウン夫人の娘アンが挨拶に来た。パリで彫刻を学んでいるという英国人のアンは、クロードが本を書いている芸術家肌で英語会話も得意ということで夏の休暇へとイギリスに誘う。
そこでクロードはイギリス・ウェールズの海辺を見渡す丘上のブラウン邸でひと夏を過ごす。そこにはアンの3歳年下の妹で眼を患うミュリエルがいた。クロードは姉妹両方のことが気になり、 姉妹もまたクロードに恋愛感情を持つことに。しかし想いとは裏腹に気丈な妹ミュリエルは散歩を共にするが時にはつれない態度を示し、その感情に気付いた姉は身を引き妹を立てる。クロードは曖昧に揺れ動く感情ゆえに姉妹を「大陸」などと愛称し「兄妹みたいな感じでいこう」と提案したりもする。しかしクロードは昔話として15歳当時のとある事件を吐露したり、妹ミュリエルの肌につい触れてしまったり、パリの娼館事情など猥談に花咲かせたり、姉妹への恋慕を募らせていく。
とうとう姉アンは妹を想い（映像はアンのモノローグ独白イメージショット）、母ブラウン夫人へ三人の感情を伝える。ブラウン夫人は三人の前で「クロードの母である旧友ロック夫人は早くに夫を亡くされ、その後も貞淑に貞操を守っている」と諭し、クロードを隣家のフリント氏宅へ宿泊を移すよう提案。老練のフリント氏はブラウン夫人のとても懇意にしている相談相手（ブラウン夫人もまた夫を亡くしているため頼れる後見人）であった。夫人は「もし国際結婚にでもなれば良しとしないが、ミュリエルの想いを尊重したい」と交流は勧める許可をした。それを受けクロードは妹ミュリエル一筋と決め、手紙をしたためた。しかし、ミュリエルは「クロードを振る返事」を手紙にして姉アンに持たせ、クロードへ伝えた。ミュリエルの想いは「私は川の流れのように変わるの」（映像はミュリエルのモノローグ独白イメージショット）。
そんな中、クロードの母もウェールズの地へやって来た。

## 登場人物
フランス・パリ
ロック家
- クロード・ロック：ジャン＝ピエール・レオ
- ロック夫人：マリー・マンサール　クロードの母

イギリス・ウェールズ
ブラウン家
- アン・ブラウン：キカ・マーカム　姉
- ミュリエル・ブラウン：ステーシー・テンデター　妹
- ブラウン夫人：シルヴィア・マリオット　ロック夫人の旧友

その他
- フリント氏：マーク・ピーターソン　ブラウン家の隣人
- ディウルカ：フィリップ・レオタール　出版社経営
- ルータ：イレーヌ・タンク
- モニーク・ド・モンフェラン：アニー・ミレール
- ナレーター：フランソワ・トリュフォー

## 概説
- あくまで観客があってこそ映画であると考えるトリュフォーにとっては、本作の興行的な失敗は苦い経験だった。不評の原因は娘がロウソクを持って暗い階段を昇るシーンに象徴されるようなあまりにも感傷的な演出にあると判断したトリュフォーは後に（本作、『アデルの恋の物語』、『緑色の部屋』を自ら「ロウソクの3部作」と呼んで）撮り方にこだわり続け改良を図っている。（また、『アメリカの夜』には女優の顔を照らす照明をカメラから見えない位置に備え付けた特殊なロウソクの小道具が登場している。）このようにトリュフォーがひとつのシーンにこだわって見せた背景には、「run for cover（確実な地点に戻ってやり直せ）」というアルフレッド・ヒッチコックから学んだ「映画術[1]」が活かされている。一方で本作はネストール・アルメンドロスの撮影による映像美は高く評価されている。
- オリジナル版は132分だが当初公開時に「ミュリエルとの初夜でシーツに血がベッタリというシーン」に抗議が殺到、その他諸々映画が不評だったため[2]、劇場側の要請に応えてそのシーンなど20分ほどカットした118分のパリ公開版と、全体の流れをスムーズにするために更にカットした106分のアメリカ公開版がある。日本での公開は106分版であった（因みに日本で後にオリジナル版を『恋のエチュード 完全版』として1987年5月に公開）。
- 死の直前まで医者を呼ばないアンのモデルは、『嵐が丘』の作者エミリ・ブロンテ。エミリは死ぬ2時間前まで医者を呼ぶことを許さなかったという。
- ブラウン一家の住むウェールズの風景の撮影のほとんどはフランスのノルマンディーで行われた。これは、トリュフォーが『華氏451』での苦労以来、イギリスに滞在することを嫌がったためである。
- 音楽担当ジョルジュ・ドルリューはワンシーンにカメオ出演。

## テレビ放送
1980年11月29日 テレビ朝日『ウィークエンドシアター』 - 吹き替え初回放映
2023年2月5日 東京MX2（レギュラー映画枠『キネマ麹町』ではない無作為特集枠の18：30 - 20：43） - 字幕。132分版